# Estació vella de Ripoll
L'Estació vella de Ripoll és una obra amb elements eclèctics i de l'arquitectura del ferro de Ripoll protegida com a Bé Cultural d'Interès Local.

## Descripció
Construït a l'any 1885. Forma part d'un repertori al marge dels projectes representatius d'aquest període, a on per damunt la pura expressió formal, apareix un primer intent d'estandardització de l'arquitectura.
La innovació tecnològica en la utilització del ferro possibilita la creació d'estructures afegides, esveltes que donaran lloc a uns espais públics aliens construïts fins ara.